# Henry Kernan
Henry Kernan, appelé parfois Harry Kernan, est un acteur et réalisateur américain.

## Biographie
Henry Kernan naît à Pittsburgh (Pennsylvanie) et fait des études à l'université Columbia de New York.
Avant de travailler dans le cinéma, il est acteur au théâtre pendant huit ans à Pittsburgh. Son premier rôle au cinéma sera dans "Hypocrites", un film de Lois Weber produit par Hobart Bosworth. Il travaille ensuite par exemple pour Favorite Players Company, produit quelques films pour Western Lubin Company.
En 1916, il prend la direction de la société de production Vogue.

## Filmographie

### Comme acteur
- 1914 : The Man Who Could not Lose de Carlyle Blackwell
- 1916 : The Man With the Hod de Rube Miller
- 1916 : Germatic Love de Rube Miller
- 1916 : Out for the Count de Rube Miller
- 1917 : A Berth Scandal de John Francis Dillon

### Comme réalisateur
- 1916 : Going to the Dogs
- 1916 : Rolling to Ruin
- 1916 : Paste and Politics
- 1917 : Wiles and Wedlock
- 1917 : Frauds and Free Lunch
- 1917 : A Love Case
- 1917 : His Widow's Might
- 1917 : Dummies and Deceptions
- 1917 : Her Fickle Fortune
- 1917 : Hustle and Harmony
- 1917 : A Dark Room Secret
- 1918 : Sleuths and Surprises